# Таро: Карта смерти
«Таро: Карта смерти» (англ. Tarot) — американский фильм ужасов, режиссёрский дебют Спенсера Коэна и Анны Халберг. Сюжет основан на одноимённом романе Николаса Адамса 1992 года. Главные роли в фильме исполнили Харриет Слейтер, Адайн Брэдли, Авантика и Джейкоб Баталон.
Премьера фильма состоялась 10 мая 2024 года.

## Сюжет
В центре сюжета — группа друзей из колледжа, которые после прочтения гороскопов по картам таро, начинают умирать в соответствии со своими судьбами. Пока их время не истекло, они должны объединиться, чтобы раскрыть тайну.

## В ролях
- Харриет Слейтер[2][3]
- Адайн Брэдли
- Авантика
- Джейкоб Баталон
- Умберли Гонсалес
- Олвен Фуэре
- Вольфганг Новограц
- Ларсен Томпсон

## Производство
О начале работы над фильмом, который получил название Horrorscope, стало известно в июне 2022 года. Главные роли получили Джейкоб Баталон и Алана Боден. Фильм снят по сценарию Спенсера Коэна и Аны Халберг, основанному на одноимённом романе Николаса Адамса 1992 года. Скотт Глассголд из Ground Control выступил продюсером через компанию Alloy Entertainment вместе с Лесли Моргенштейн и Элизой Копловиц Даттон. Халберг и Коэн стали исполнительными продюсерами. Компания Screen Gems также участвовала в производстве фильма. В январе 2024 года фильм был переименован в «Таро». Изначально премьера фильма была запланирована на 28 июня 2024 года, но затем была перенесена на 10 мая 2024 года, чтобы избежать конкуренции с фильмом «Тихое место: День первый».

## Отзывы и оценки
На сайте Rotten Tomatoes фильм имеет рейтинг 18 % основанный на 56 отзывах, со средней оценкой 4,5/10. На Metacritic средневзвешенная оценка составляет 36 из 100 на основе 12 рецензий.